# Nassau door
NASSAU Door har produceret ledhejseporte siden 1970. Hovedkontor og produktion ligger i Ringe på Fyn.
1. maj 1970 etablerede Peter Damgaard virksomheden NASSAU Door. 
Virksomhedens første ordre var ledhejseporte til en rutebilstation i Svendborg. I 1976 udvidede NASSAU door med en ekstra fabrik i Rudkøbing på Langeland. I slutningen af 1970'erne begyndte NASSAU door at satse på eksport og eksporterer (i 2019) til mere end 30 lande. 
I 1984 blev det besluttet at fremme udviklingen ved at introducere NASSAU Door på Børsen. Den 2. og 3. maj 1984 blev der udbudt for fire millioner kroner B-aktier til en minimumskurs på 400 - bare et år efter nåede kursen 1150.
I 1989 blev NASSAU Door opkøbt af det danske koncern Mikro Matic.
I november 2016 blev NASSAU Door overtaget af Assa Abloy